# 基督教民主
基督教民主（葡萄牙語：Democracia Cristã），原名基督教社会民主党（葡萄牙語：Partido Social Democrata Cristão），2017年改為現名，是一个巴西政党，奉行基督教民主主义和社会民主主义。